# Tony Trimmer
Pour les articles homonymes, voir Trimmer.
Tony Trimmer, né le 24 janvier 1943 à Maidenhead, est un pilote automobile britannique qui a remporté le championnat de Grande-Bretagne de Formule 3 en 1970 et le championnat de Grande-Bretagne de Formule 1 en 1978. Il ne connut jamais la réussite en championnat du monde de Formule 1 où il n'a jamais réussi à se qualifier pour un Grand Prix.

## Biographie
Après de nombreuses années en Grande-Bretagne, dont un titre de champion de Grande-Bretagne de Formule 3, Trimmer s'engage à six reprises en Formule 1 en quatre saisons, avec plusieurs écuries. Il rentre en Formule 1 en 1975 avec l'écurie japonaise Maki pour trois courses mais, comme ses prédécesseurs Howden Ganley ou Hiroshi Fushida, échoue lors des qualifications. Lors du Grand Prix de Suisse, disputé hors-championnat, il se qualifie et termine treizième. 
Il récidive l'année suivante avec la même écurie mais essuie une nouvelle non-qualification. En 1976, après le retrait de Maki de la Formule 1, il se tourne vers le Melchester Racing Team et s'engage pour le Grand Prix de Grande-Bretagne avec une Surtees TS19 vieille de deux ans ; il manque sa préqualification. Malgré cet échec, il réitère sa chance la saison suivante, toujours avec le Melchester Racing, au volant d'une McLaren M23 vieille de cinq ans et essuie une nouvelle non-qualification. 
En partant de la dernière ligne, quinzième sur seize concurrents, il se classe troisième, avec la même machine, de l'International Trophy 1978, où seulement six pilotes atteignent l'arrivée, terminant à trois tours du vainqueur Keke Rosberg sur Theodore. 1978 est l'année du sacre de Trimmer en championnat de Grande-Bretagne de Formule 1 ; il termine vice-champion de ce championnat en 1982.

## Résultats en championnat du monde de Formule 1
| Saison | Écurie            | Châssis      | Moteur      | Pneus    | GP disputés                              | Points inscrits | Classement |
| ------ | ----------------- | ------------ | ----------- | -------- | ---------------------------------------- | --------------- | ---------- |
| 1975   | Maki Engineering  | F101C        | Cosworth V8 | Goodyear | Allemagne (nq) Autriche (nq) Italie (nq) | 0               | n.c.       |
| 1976   | Maki Engineering  | F101C        | Cosworth V8 | Goodyear | Japon (nq)                               | 0               | n.c.       |
| 1977   | Melchester Racing | Surtees TS19 | Cosworth V8 | Goodyear | Grande-Bretagne (npq)                    | 0               | n.c.       |
| 1978   | Melchester Racing | McLaren M23  | Cosworth V8 | Goodyear | Grande-Bretagne (nq)                     | 0               | n.c.       |